# Philipp Lahm
Philipp Lahm, nemški nogometaš, * 11. november 1983, München, Zahodna Nemčija.
Lahm je bil dolgoletni nogometaš nemškega kluba Bayern München.